# Friburgo (Suíça)
Friburgo (em francês: Fribourg; em alemão: Freiburg) é uma comuna suíça do cantão de Friburgo às margens do rio Saane ou Sarine. Em alemão, ela carrega também o nome de Freiburg im Uechtland para distingui-la dos outros Friburgos (notadamente a cidade alemã de Freiburg im Breisgau). O nome completo em francês Fribourg en Nuithonie é pouco conhecido.
Com cerca de 36 544 habitantes, estende-se por uma área de 9,32 km², de densidade populacional de 3 921 hab/km². Confina com as seguintes comunas: Düdingen, Givisiez, Granges-Paccot, Marly, Pierrafortscha, Sankt Ursen, Tafers, Villars-sur-Glâne.
As línguas oficiais nesta comuna são o alemão e francês.
A vila está colocada sob patronagem de São Nicolas de Myre e de Santa Catarina de Alexandria. Friburgo faz parte do perimétro da aglomeração Friburgo.[carece de fontes?] A cidade de Nova Friburgo, no estado do Rio de Janeiro, recebeu este nome devido à origem dos fundadores da cidade, imigrantes suíços de Friburgo.

## Dados
- Altitude : média 610 m; o ponto mais elevado é o Schönberg (702 metros)
- Línguas : francês (cerca de 21 240 habitantes) e alemão (cerca de 8 288 habitantes)
- Área: 9,28 km²
- latitude: 46° 48' 13 N
- longitude: 7° 9' 12" E.

## Denominação
Friburgo se diz Fribouâ no dialecto friburguense e Fribôrg em franco-provençal padronizado.

## História
Fundada pelo Duque Bertoldo IV de Zähringen em 1157. A partir de 1218 passa a integrar o condado de Kyburgo, sendo cedida à casa de Habsburgo em 1277, passando ao controle da Casa de Saboya entre 1452 e 1477.
Após a vitória das forças suíças sobre o Duque de Borgonha na batalha de Morat, em 1476, a cidade liberta-se da influência de Saboya e obtém o status de Cidade Imperial Livre, solicitando posteriormente sua integração à Confederação Helvética, à qual é admitida em 1481.
Em 1516 sedia a assinatura da "Paz Perpétua", selada com o rei Francisco I de França, após a derrota suíça frente aos franceses na Batalha de Marignano.
No século XVI sua influência territorial se expande. Em 1536, com auxílio de Berna, toma parte da invasão ao Vaud. Em 1554 anexa o território do Condado de Gruyère.
A partir do século XV, proeminentes famílias burguesas, enriquecidas pelo desenvolvimento industrial, associadas à nobreza local; dominam a cena política da cidade, vindo a consolidar seu poder oligárquico após o estabelecimento da constituição de 1627.
Ao longo do século XVIII, a oposição dos cidadãos ao domínio da oligarquia ocasionou uma série de revoltas, incluindo àquela liderada por Pierre-Nicolas Chenoux em 1781, duramente reprimida com o auxílio de tropas vindas de Berna.
Em 1798 a cidade foi invadida por tropas francesas, como parte das guerras napoleônicas, sendo convertida em capital do cantão de Friburgo durante a República Helvética. Em 1803 um Ato de Mediação de Napoleão Bonaparte institui a separação entre a soberania da cidade e a do cantão.
Após 1815 a Confederação é restaurada, sendo, porém, mantida a separação entre a cidade e o cantão. O governo oligárquico é restabelecido, sendo amenizado pela constituição liberal de 1830.
Em 1847 a cidade participa, por meio do cantão, na Guerra de Sonderbund, ao lado dos católicos separatistas que são derrotados pelas forças da Confederação. A pacificação interna é consolidada após a constituição de 1848, onde o direito de voto é estendido a todos os cidadãos.
Ao longo dos séculos XIX e XX, verificam-se drásticas mudanças nos aspectos culturais e na estrutura física da cidade. A antiga muralha é parcialmente demolida, sendo construída uma nova ponte sobre o Rio Sarine. A integração à malha ferroviária em 1862 e o desenvolvimento dos transportes promovem o incremento da industrialização. O centro desloca-se da cidade antiga para os quarteirões ao redor da nova estação ferroviária.
A inauguração da Universidade de Friburgo em 1889 é um importante evento.  O incremento da urbanização por volta de 1900 incorpora as áreas extensivas em Pérolles, Beauregard e Vingnettaz, para o uso industrial e residencial.
Entre os anos de 1950 e 1970 o crescimento populacional se reflete no acréscimo dos quarteirões de Schoenberg (ao norte), Beaumont (ao sul) e de Torry (à oeste), direcionando a cidade aos seus contornos atuais.   

## Atrações

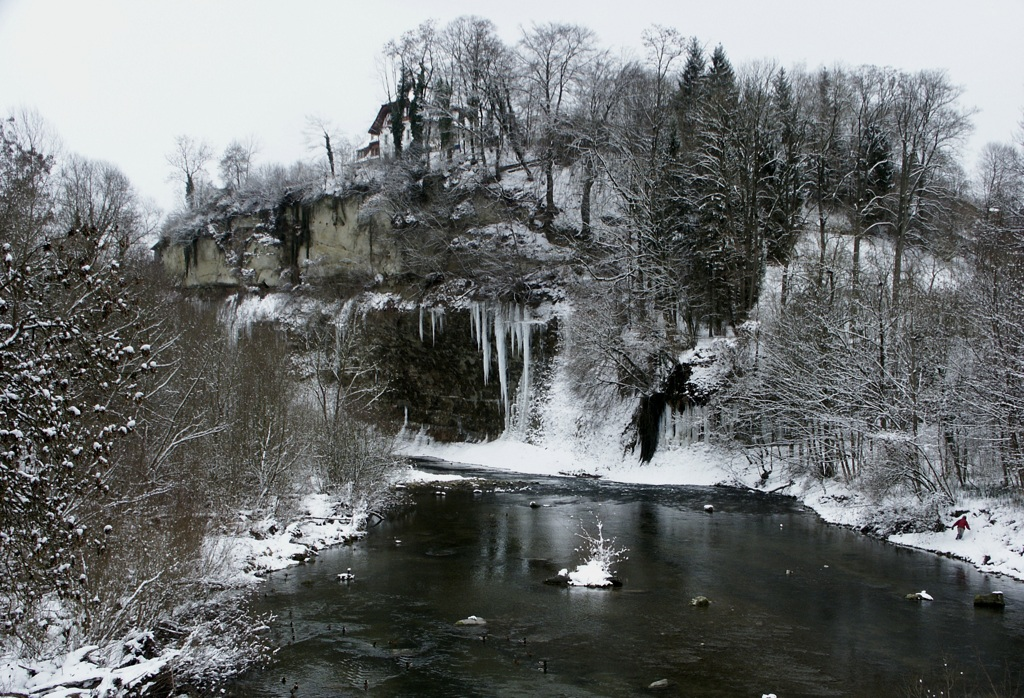
O rio Saane (ou Sarine) perto da cidade.

Assim como a cidade de Berna, Friburgo preservou inteiramente seu centro medieval, que é hoje um dos maiores da Europa. Consistindo dos vizinhos Bourg, Auge e Neuveville, seu centro antigo é rico em fontes e igrejas datando do século XII até o século XVII. Sua catedral gótica, culminando a 76 metros de altura, foi construída entre 1283 e 1490.
As fortificações de Friburgo formam a arquitetura militar medieval mais importante da Suíça: 2 km de muralhas, 14 torres e um grande bastião.
A parte baixa da cidade (Neuveville) está ligada pelo Funicular de Friburgo à parte alta (St-Pierre).

## Educação
- Universidade de Friburgo

As escolas e a universidade são bilíngües (francês e alemão). Na verdade, a escolarização é possível em qualquer uma das duas línguas, em qualquer nível.